# Mary Ward (scienziata)
Mary Ward, nata Mary King (Ballylin, 27 aprile 1827 – Birr, 31 agosto 1869), è stata una scienziata e illustratrice irlandese.
Ward è celebre per i suoi disegni raffiguranti specie animali e vegetali viste al microscopio, e per essere stata la prima persona deceduta in seguito a un incidente stradale.

## Biografia

### Gioventù
Mary King nacque il 27 aprile 1827 a Ballylin, che si trova nelle vicinanze di Ferbane, nella contea di Offaly, e, come la maggior parte delle donne dell'epoca, venne educata in casa assieme alle sorelle. La sua famiglia le instillò un profondo interesse per la scienza: quando era bambina, King iniziò infatti a collezionare insetti, e si serviva di un microscopio per disegnare tutte le specie che analizzava. Tale apparecchio le fu donato quando, dopo aver visto la futura scienziata intenta ad abbozzare gli oggetti che analizzava con una lente d'ingrandimento, James South fu così colpito dalla bravura della bambina da convincere il padre di lei a comprarle uno strumento più pratico. King iniziò a leggere quanti più libri riusciva a trovare sulla microscopia, e creò da sé i suoi vetrini utilizzando delle scaglie d'avorio in quanto il vetro era all'epoca difficile da ottenere.

### Carriera
King era in corrispondenza con molti uomini di scienza che le capitò di conoscere mentre si trovava a Londra. Diversi scienziati, fra cui David Brewster, le commissionarono delle illustrazioni per i loro libri e articoli. Durante il 1848, divenne una delle tre donne accolte nell'indirizzario della Royal Society (le altre due erano la regina Vittoria e Mary Somerville).
Nel 1854, la scienziata cambiò nome in Mary Ward.
Nel 1857, Ward decise di auto-pubblicare 250 copie del suo libro d'immagini al microscopio Sketches with the microscope, e di promuoverlo attraverso la distribuzione di centinaia di volantini. Ward temeva infatti che le case editrici lo avrebbero ignorato a causa della sua condizione femminile e per la sua mancanza di formazione accademica. A dispetto delle sue previsioni, il libro ebbe grande successo, e un editore, notandolo, lo pubblicò con il titolo  A World of Wonders Revealed by the Microscope, che verrà riedito otto volte nell'arco di dieci anni, e considerato un pioniere dell'odierna divulgazione scientifica. Scrisse altri libri, due dei quali vennero esposti in occasione della Grande esposizione di Londra del 1862.
A Ward sono attribuiti anche diversi articoli, fra cui uno sui rospi delle canne accolto positivamente.

### Morte
Ward viene anche ricordata per essere stata la prima vittima di un incidente stradale. Il 31 agosto 1869, quando lei aveva quarantadue anni, Ward viaggiava assieme al marito Henry e altri due parenti di lui su un veicolo sperimentale. Mentre si trovava lungo le strade di Parsonstown (l'odierna Birr), il mezzo di trasporto svoltò bruscamente un angolo. Lei venne sbalzata fuori dal veicolo, e morì quasi all'istante dopo essere stata schiacciata dalle ruote del mezzo. Secondo i documenti dell'epoca, Ward sarebbe deceduta a causa di una frattura del collo. Un medico che assistette alla scena, asserì che il cadavere di Ward presentava diversi tagli e del sangue fuoriusciva dalle orecchie.
Gli oggetti di cui si serviva Ward sono oggi custoditi a Castle Ward, nella contea di Down.

## Vita privata
Mary Ward visse in una famiglia aristocratica composta da scienziati, ed era la figlia più giovane del reverendo Henry King e di sua moglie Harriette.
Ward era cugina di William Parsons, che costruì il Leviatano di Parsonstow: un telescopio riflettore da 72 pollici che rimase il più grande del mondo fino al 1917. Astronoma dilettante, Ward frequentava il castello di Birr e realizzò degli schizzi del Leviathan che verranno poi usati durante il restauro del telescopio assieme alle fotografie di Mary Rosse.
Il 6 dicembre 1854, Ward sposò Henry Ward di Castle Ward, che, nel 1881, successe al titolo di visconte Bangor. I due ebbero tre figli e cinque figlie, tra cui Maxwell Ward, VI visconte di Bangor. I suoi discendenti più noti sono il nipote Edward Ward VII visconte Bangor, che intraprese la carriera di corrispondente estero, e la figlia di quest'ultimo Lalla Ward, che farà parte del cast della serie televisiva Doctor Who.

## Opere
- Sketches with the microscope (riedito successivamente con il titolo A World of Wonders Revealed by the Microscope), 1857
- A Windfall for the Microscope, 1856
- A World of Wonders, Revealed by the Microscope, 1857
- Entomology in Sport, and Entomology in Earnest, 1857 (con Lady Jane Mahon)
- Telescope Teachings, 1859
- Microscope Teachings, 1864